# Once Again (álbum)
Once Again é o segundo álbum de estúdio do cantor americano John Legend. O cantor coescreveu e coproduziu o álbum junto com Kanye West, Will.i.am, entre outros. A faixa "Heaven" recebeu o Grammy de Melhor Performance de Cantor de R&B.

## Faixas
1. "Save Room" - 3:59
2. "Heaven" - 3:47
3. "Stereo" - 4:19
4. "Show Me" - 5:10
5. "Each Day Gets Better" - 4:01
6. "P.D.A. (We Just Don't Care)" - 4:38
7. "Slow Dance" - 4:53
8. "Again" - 4:24
9. "Maxine" - 4:39
10. "Where Did My Baby Go" - 5:03
11. "Maxine's Interlude" - 1:50
12. "Another Again" - 5:20
13. "Coming Home" - 5:22

Faixas bônus da edição internacional
1. "King & Queen" (part. Mary J. Blige) - 4:03
2. "Out of Sight" - 4:13
3. "Don't Let Me Be Misunderstood" - 5:13

## Desempenho nas paradas
| Top (2006)                                    | Melhor posição |
| --------------------------------------------- | -------------- |
| Alemanha - ARIA Singles Chart                 | 33             |
| Austrália - ARIA Singles Chart                | 74             |
| Dinamarca - Singles Chart                     | 21             |
| Bélgica - Singles Chart                       | 38             |
| Finlândia - Singles Chart                     | 28             |
| França - Singles Chart                        | 58             |
| Países Baixos - Singles Chart                 | 2              |
| Itália - FIMI Singles Chart                   | 5              |
| Nova Zelândia - RIANZ Singles Chart           | 36             |
| Noruega - Singles Chart                       | 12             |
| Suécia - Singles Chart                        | 8              |
| Suíça - Singles Chart                         | 12             |
| Irlanda - Singles Chart                       | 19             |
| Estados Unidos - Billboard 200                | 3              |
| Estados Unidos - Billboard R&B/Hip-Hop Albums | 1              |
| Reino Unido - Singles Chart                   | 10             |